# Йоан Бауренски
Йоан Бауренски е български футболист, халф. Футболист на Септември София.

## Биография
Роден е на 21 октомври 2001 година в Монтана. Става юноша на Монтана Старс, а след това преминава в академия Литекс Ловеч като полузащитник. Привлечен е в школата на ЦСКА в 2016 година, а в началото на 2019 година е взет да тренира с мъжкия отбор, а на 24 февруари 2019 година попада в групата за мача с Левски София, но не прави дебют. През следващия сезон попада в групите, но главно за приятелски мачове, както в лятната, така и зимната подготовка.
В академията на ЦСКА играе като опорен халф и като един от най-талантливите в академията, в 2020 година подписва професионален договор с ЦСКА София. В следващата 2021 година е преотстъпен под наем на Ботев (Враца).
Играе в младежкия национален отбор – играе за националния отбор на България до 16, 17 и до 18 години.